# آلکاودته د لا خارا
آلکاودته د لا خارا (به اسپانیایی: Alcaudete de la Jara) یک شهرستان در اسپانیا است که در استان تولدو واقع شده‌است.

## خصوصیات
آلکاودته د لا خارا ۱۵۶ کیلومترمربع مساحت و ۱٬۹۷۶ نفر جمعیت دارد و ۶۵۴ متر بالاتر از سطح دریا واقع شده‌است.